# Altisite
La altisite è un minerale.